# Tecnicolor
Tecnicolor är ett musikalbum av Os Mutantes. Det var från början tänkt att vara deras fjärde album, inriktad på den internationella pubilken, men övergavs och släpptes först 30 år senare. Alla låtar är på engelska och flera av låtarna har släppts tidigare på portugisiska. Vissa av låtarna var även inkluderade på Jardim Elétrico.

## Låtlista
| Nr  | Titel                                            | Längd |
| --- | ------------------------------------------------ | ----- |
| 1.  | Panis et Circenses                               | 2:13  |
| 2.  | Bat Macumba                                      | 3:19  |
| 3.  | Virginia                                         | 3:25  |
| 4.  | She's My Shoo Shoo (A Minha Menina)              | 2:55  |
| 5.  | I Feel a Little Spaced Out (Ando Meio Desligado) | 2:53  |
| 6.  | Baby                                             | 3:39  |
| 7.  | Tecnicolor                                       | 3:57  |
| 8.  | El Justiciero                                    | 3:54  |
| 9.  | I'm Sorry Baby (Desculpe, Baby)                  | 2:45  |
| 10. | Adeus Maria Fulô                                 | 2:42  |
| 11. | Le Premier Bonheur du Jour                       | 2:49  |
| 12. | Saravah                                          | 3:00  |
| 13. | Panis et Circenses (Reprise)                     | 1:24  |